# John Kassir
John Kassir (Baltimore, 24 de outubro de 1957) é um ator, comediante e dublador americano, mais conhecido por atuar na série original da HBO, Tales from the Crypt. Participou em uma série da Nickelodeon, The Amanda Show.